# داگتاون، شهرستان دکلب، آلاباما
داگتاون (به انگلیسی: Dogtown) یک منطقهٔ مسکونی در ایالات متحده آمریکا است که در شهرستان دیکلب، آلاباما واقع شده‌است. داگتاون ۴۱۳٫۹۲ متر بالاتر از سطح دریا واقع شده‌است.